# مولینگار
مولینگار (به انگلیسی: Mullingar) یک شهرک در ایرلند است که در وست میث واقع شده‌است. مولینگار ۲۰٬۹۲۸ نفر جمعیت دارد و ۱۰۱ متر بالاتر از سطح دریا واقع شده‌است.